# 佐井仁美
佐井 仁美（さい ひとみ、1980年5月14日 - ）は、日本の元タレントである。

## 人物
東京都生まれ。
1999年（平成11年）10月より、テレビのバラエティー番組 『ワンダフル』に、「ワンギャル」（第3期）のひとりとしてレギュラー出演した。
ワンギャルとしては史上最年少であり、番組内では明るく振舞っていたが、共演者であった山本恵美や宮崎景子といった自分とはタイプの違うワンギャルに馴染めなかった。当初は、共演者のひとりであった斉藤繭子と一緒に何とかやっていったが、翌年1月に斉藤が降板すると、ワンギャルのなかで浮いた存在になってしまった。
さらに、自分が共演者のワンギャルらから仲間はずれにされていることを公表したこともあり、番組には居づらくなっており、こうした背景から2000年（平成12年）3月に降板。その後は女優として映画などに出演した。
芸能界を引退後には、実家のブティックを手伝うなどしていたが、2007年（平成19年）にはCM出演というかたちで芸能活動が確認された。
芸能事務所は、スーパーウィングを経て、Zoomに所属していた。

## 出演履歴

### TV
- 1999年　「ワンダフル」第3期ワンギャル（～2000年3月）

### 映画
- 2000年　「クリスマス・イヴ」

### 写真集
- 2000年　「Be Natural」

### CM
- 2007年　三菱東京UFJ銀行